# Menno Bentveld

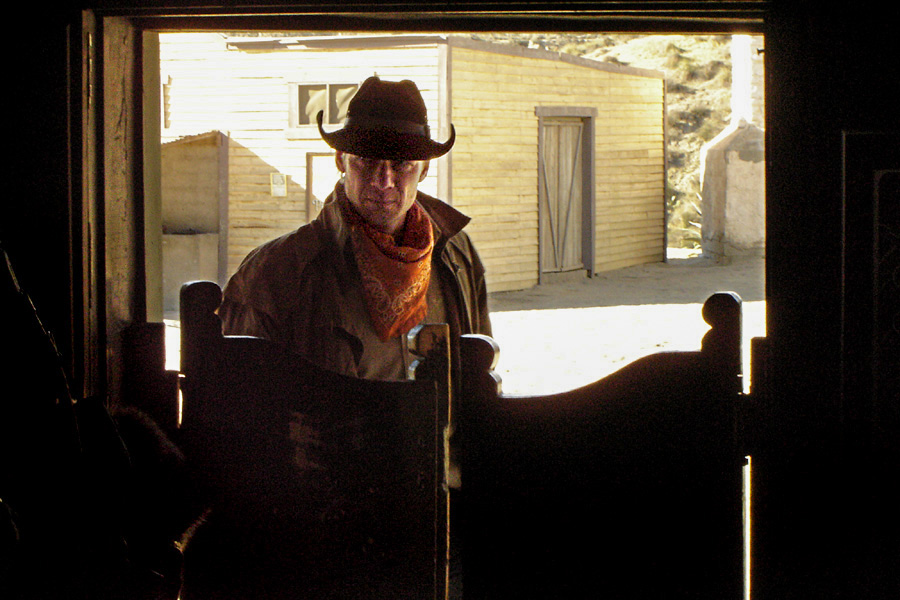
Menno Bentveld als cowboy in Jules Unlimited, 2005

Marinus Antonius (Menno) Bentveld (Leiden, 22 juni 1967) is een Nederlands radio- en televisiepresentator en acteur.

## Carrière

### Televisiewerk
Na het vwo studeerde Bentveld theaterwetenschappen aan de Universiteit Utrecht. Tijdens zijn studententijd was hij lid van Unitas S.R. In 1990 begon hij bij Veronica als presentator van Club Veronica, Baanbreker en Veronica Reisgids.
Per 1 september 1995 stapte Bentveld over naar de VARA. Daar presenteerde hij  Twaalf steden, dertien ongelukken, Jules Unlimited, De Ontdekking, Nieuwslicht, Herexamen, Jongeren Lagerhuis en Op Weg Naar Het Lagerhuis. Begin 2007 was Bentveld te zien als een van de deelnemers aan Wie is de Mol? van de AVRO. In het zomerseizoen van 2007 was hij een van de presentatoren van de talkshow Wat heet! op Nederland 3. Ook was hij enige tijd op maandag, en bij afwezigheid van Matthijs van Nieuwkerk, vervangend presentator bij De Wereld Draait Door en bij het consumentenprogramma Kassa.
Sinds 6 oktober 2007 is Bentveld presentator van de televisieversie van Vroege Vogels. In 2015 presenteerde hij viermaal per week de quiz Dubbelspel.
Bentveld presenteerde ook De Muur, een documentaireserie bij BNNVARA over muren tussen landen en bevolkingsgroepen, en hoe bewoners daarmee omgaan. Begin 2019 presenteerde hij een serie over plastic getiteld Ik, Plastic, over hoe men omgaat met plastic(vervuiling) in verschillende landen.
Vanaf 11 april 2021 presenteerde Bentveld de vierdelige documentaireserie Waterman onder regie van Geertjan Lassche over de houding in Nederland met betrekking tot water. Hoe gaat men om met de tekorten en het teveel aan water?
Startend 30 oktober 2023 presenteerde hij een vierdelige televisieserie over de energietransitie.
In 2024 won Vroege Vogels, mede dankzij Bentveld,de Irispenning, de prijs voor excellente wetenschapscommunicatie.

### Radiowerk
Vanaf 21 januari 2007 presenteert hij het VARA-radioprogramma Vroege Vogels op NPO Radio 1. Tot en met 15 augustus 2010 deed hij dat samen met Andrea van Pol, tot maart 2011 met Lisa Wade, tot september 2015 met Janine Abbring en tot februari 2017 met Milouska Meulens. Onder hun presentatie werden in 2018, het jaar van het 40-jarig jubileum,  zowel de Zilveren Reissmicrofoon als de Groeneveldprijs aan het programma toegekend. Ook voor het jaar 2018 was Vroege Vogels genomineerd voor De Gouden RadioRing.

### Theaterwerk
In het Festival Theater aan de werf in Utrecht van juni 1988 speelde Bentveld mee in 'Don Eddy and The Blue Caddy' van Botho Strauss.
Ook trad Bentveld regelmatig op met Het Rondtheater uit Leiden. In 1999 wonnen ze de Top Theaterprijs voor de voorstelling Kunst. 
In 2004 speelde Bentveld de rol van meester Frans van der Steg in een kindermusical naar het boek De Zevensprong van Tonke Dragt.
In 2005 sprak hij het luisterboek Kruistocht in spijkerbroek van Thea Beckman in.